# Amerikansk jättesjöhäst
Amerikansk jättesjöhäst (Hippocampus erectus) är en fiskart som beskrevs av Lily May Perry 1810. Amerikansk jättesjöhäst ingår i släktet Hippocampus, och familjen kantnålsfiskar. IUCN kategoriserar arten globalt som sårbar. Inga underarter finns listade.